# ينفريد بيلز
ينفريد بيلز (بالألمانية: Winfried Pilz)‏ ‏ (1940 - 23 فبراير 2019 في غورليتس) كاهن كاثوليكي من ألمانيا.